# Сувон
Сувон (кореј. 수원) је главни град и највећа метропола Џејонџи провинције, најгушће насељене провинције Јужне Кореје Налази се на око 30 km  јужно од Сеула. Град са популацијом од близу  1,2 милиона, познат је као сједиште Самсунг Електроникe.

## Историја
Сувон се развијао кроз историју Јужне Кореје од племенског насеља до града од милион становника. За вријеме Три краљевства, на територији данашњег Сувона налазило се насеље под називом Мосу, касније преименовано у Махол.  Савремено име добио је 1413. године, а статус града 1949. године. Краљ Јеоњо 1796. покушао је да Сувон прогласи престоницом, али безуспјешно. Да би  реализовао своју идеју, започета је градња тврђаве Хвасон која се протеже око цијелог града.  Зидине старог града и тврђаве и данас су видљиве, по чему се Сувон издваја од осталих градова Кореје, а сама тврђава уврштена је на Унеско-ву листу  свјетске  баштине.

## Географија
Сувон се налази на сјеверу провинције Џејонџи, јужно од Сеула, престонице Јужне Кореје. Град је подијељен на четири окрруга, који се додатно дијеле у око 40 мањих округа и насељених мјеста. Градско подручје је равница, окружено са неколико брда од којих је Гванџиосан највиши са 582 метара надморске висине. Са околних брда потиче и неколико потока и ријека  који протичу кроз Сувон и теку према југу улијевајући се у Жуто море.

## Становништво
Град има нешто више од милион становника. Већину становништва (50.2%) чине мушкарци у свим окрузима. Само у Палдал округу број женске популације је већи у односу на супротан пол. У истом округу је и највећи број странаца.  Број страних држављана који се пресељавају у Сувон се повећава из године у годину, док се смањује број домаћих становника. Разлог за то су велики број образовних институција и индустрија.

### Образовање
У граду постоји 11 универзитета и два колеџа. До 2005. у Сувону се налазио кампус Националног универзитета Сеул, док се Универзитет Сувон налази у сусједном граду Хвасеонгу. Становништву су на располагању и 33 средње и 81 основна школа, а ту су и два колеџа за узраст средњошколаца. 22 Сувон има и три школе посвећене дјеци са посебним потребама. Такође, основне и средње школе имају одјељења за дјецу са посебним потребама.

### Религија
Према статистичким подацима Владе Јужне Кореје из 2006. године, у Сувону, као и у већем дијелу државе око 25.3% становништва се не изјашњава по питању религије, односно тврди да не слиједи никакву религију. Најзаступљенија религија је будизам и има око 52% сљедбеника, док је око 20% становништва окренуто хришћанству.

## Индустрија
Сувон је један од највећих индустријских центара у Кореји. Главни сектори за развој економије су електроника, металургија, текстилна и хемијска индустрија, индустрија папира итд. Годишњи буџет града је око милијарду америчких долара.

## Клима
| Клима Сувон                                                                  | Клима Сувон   | Клима Сувон   | Клима Сувон  | Клима Сувон  | Клима Сувон | Клима Сувон   | Клима Сувон    | Клима Сувон    | Клима Сувон   | Клима Сувон  | Клима Сувон  | Клима Сувон   | Клима Сувон      |
| Показатељ \ Месец                                                            | .Јан.         | .Феб.         | .Мар.        | .Апр.        | .Мај.       | .Јун.         | .Јул.          | .Авг.          | .Сеп.         | .Окт.        | .Нов.        | .Дец.         | .Год.            |
| ---------------------------------------------------------------------------- | ------------- | ------------- | ------------ | ------------ | ----------- | ------------- | -------------- | -------------- | ------------- | ------------ | ------------ | ------------- | ---------------- |
| Апсолутни максимум, °C (°F)                                                  | 15,3 (59,5)   | 19,3 (66,7)   | 25,0 (77)    | 30,5 (86,9)  | 33,2 (91,8) | 33,9 (93)     | 37,5 (99,5)    | 39,3 (102,7)   | 33,7 (92,7)   | 29,0 (84,2)  | 25,8 (78,4)  | 17,8 (64)     | 39,3 (102,7)     |
| Максимум, °C (°F)                                                            | 2,1 (35,8)    | 5,0 (41)      | 10,6 (51,1)  | 17,9 (64,2)  | 23,0 (73,4) | 26,8 (80,2)   | 28,8 (83,8)    | 29,8 (85,6)    | 25,9 (78,6)   | 20,0 (68)    | 12,0 (53,6)  | 5,0 (41)      | 17,2 (63)        |
| Просек, °C (°F)                                                              | −2,9 (26,8)   | −0,3 (31,5)   | 5,0 (41)     | 11,6 (52,9)  | 17,2 (63)   | 21,7 (71,1)   | 24,8 (76,6)    | 25,6 (78,1)    | 20,8 (69,4)   | 14,0 (57,2)  | 6,6 (43,9)   | 0,0 (32)      | 12,0 (53,6)      |
| Минимум, °C (°F)                                                             | −7,4 (18,7)   | −5,0 (23)     | 0,0 (32)     | 5,9 (42,6)   | 12,0 (53,6) | 17,4 (63,3)   | 21,7 (71,1)    | 22,1 (71,8)    | 16,4 (61,5)   | 8,8 (47,8)   | 1,8 (35,2)   | −4,4 (24,1)   | 7,5 (45,5)       |
| Апсолутни минимум, °C (°F)                                                   | −24,8 (−12,6) | −25,8 (−14,4) | −11,3 (11,7) | −4,7 (23,5)  | 2,3 (36,1)  | 7,8 (46)      | 13,2 (55,8)    | 13,0 (55,4)    | 3,6 (38,5)    | −3,6 (25,5)  | −12,6 (9,3)  | −24,4 (−11,9) | −25,8 (−14,4)    |
| Количина падавина, mm (in)                                                   | 22,4 (0,882)  | 24,2 (0,953)  | 47,9 (1,886) | 61,3 (2,413) | 97,8 (3,85) | 129,2 (5,087) | 351,1 (13,823) | 299,8 (11,803) | 153,9 (6,059) | 53,1 (2,091) | 49,7 (1,957) | 21,8 (0,858)  | 1.312,3 (51,665) |
| Дани са падавинама (≥ 0.1 mm)                                                | 7,3           | 6,2           | 7,6          | 7,8          | 8,7         | 9,4           | 15,4           | 14,1           | 8,7           | 6,2          | 8,7          | 8,1           | 108,2            |
| Дани са снегом                                                               | 7,4           | 5,2           | 2,6          | 0,1          | 0,0         | 0,0           | 0,0            | 0,0            | 0,0           | 0,1          | 1,7          | 6,2           | 23,2             |
| Релативна влажност, %                                                        | 65,1          | 64,3          | 64,2         | 62,5         | 67,6        | 72,3          | 80,1           | 78,3           | 74,5          | 71,0         | 68,6         | 66,4          | 69,6             |
| Сунчани сати — месечни просек                                                | 166,0         | 171,6         | 198,0        | 215,2        | 221,3       | 188,3         | 136,7          | 166,0          | 182,0         | 200,2        | 158,0        | 159,7         | 2.162,8          |
| Сунчано време — месечни проценти                                             | 54,0          | 56,2          | 53,4         | 54,6         | 50,4        | 42,8          | 30,5           | 39,5           | 48,8          | 57,4         | 51,6         | 53,4          | 48,6             |
| Извор: Korea Meteorological Administration (percent sunshine and snowy days) |               |               |              |              |             |               |                |                |               |              |              |               |                  |

## Култура
Тврђава Хвасеонг је најважнија културна и туристичка атракција Сувона. Изграђена је 1796. године, у покушају израдње сигурног града и проглашења Сувона за престоницу. Данас, ова тврђава је дио свјетске баштине Унеско-а.
У оквиру комплекса Сувон стадиона у центру града су смјештена три мултиплекс позоришта. Поред тих, у граду постоје и кина која приказују више филмове домаће продукције.

## Спорт
Сувон има уређену инфраструктуру спортскх терена и дворана. У граду постоје терени за стреличарство, рукомет, фудбал,тенис и  бадимтон, стазе за куглање, као и затворени базени.
Град је био домаћин рукометног турнира на Љетњим олимпијским играма 1988. године, а 2002. су на фудбалским теренима одиграване утакмице Свјетског првенства у Кореји и Јапану.

## Саобраћај
С обзиром на географски положај, Сувон је регионално чвориште када је саобраћај у питању. Станица Сувон је на жељезничкој прузи између Сеула и Бусана, а неколико аутобуских линија превози путнике из свих дијелова града до жељезничке станице. Сувон је са престоницом, али и осталим градовима земље повезан са неколико брзих аутобуских линија.

## Галерија
- Сувон